# Ophioderma pentacantha
Ophioderma pentacantha är en ormstjärneart som beskrevs av Hubert Lyman Clark 1917. Ophioderma pentacantha ingår i släktet Ophioderma och familjen Ophiodermatidae. Inga underarter finns listade i Catalogue of Life.